# Yves Marchand (homme politique)
Pour les articles homonymes, voir Yves Marchand.
Yves Marchand, né  le 22 février 1946 à Sète (Hérault), est un homme politique français.

## Mandats
- Député de la Septième circonscription de l'Hérault (1993-1997)
- Conseiller général du Canton de Sète-1 (1976-1988)
- Maire de Sète (CDS-UDF) (1983-1996)